# Mops sarasinorum
Mops sarasinorum is een vleermuis uit het geslacht Mops.

## Kenmerken
Deze soort heeft een kastanjebruine rugvacht. De soort lijkt op M. mops, maar is kleiner. De voorarmlengte bedraagt 38,3 mm, de schedellengte 18,4 tot 19,4 mm en het gewicht 19,7 g.

## Verspreiding
Deze soort komt voor op Celebes en omliggende eilanden en op Luzon, Mindanao en Palawan in de Filipijnen. In de Filipijnen komt de soort waarschijnlijk in laaglandregenwoud voor. De Filipijnse populaties werden oorspronkelijk beschreven als de enige soort van een apart geslacht, Philippinopterus lanei, maar later onderzoek wees uit dat die soort in feite identiek is aan M. sarasinorum.